# FK Sinđelić Beograd
Der FK Sinđelić Beograd (vollständiger offizieller Name auf Serbisch: Фудбалски клуб Синђелић –
ФК Синђелић, Fudbalski klub Sinđelić – FK Sinđelić), eigentlich FK Sinđelić, gewöhnlich Sinđelić, gelegentlich auch Sinđelić Beograd, ist ein serbischer Fußballverein aus der Hauptstadt Belgrad. Der 1937 gegründete und nach Stevan Sinđelić, einem serbischen Wojwodenführer im Ersten Serbischen Aufstand gegen die Osmanische Besatzung Serbiens benannte Verein spielt derzeit in der Srpska Liga Beograd, der dritthöchsten Spielklasse im serbischen Fußball.
Seine ersten bedeutenden Erfolge erzielte der FK Sinđelić Beograd 2013, als man erstmals in die Prva liga aufstieg. Ende der Saison 2014/15 folgte unter Trainer Gordan Petrić, einem ehemaligen Spieler der jugoslawischen Fußballnationalmannschaft bzw. der Nationalmannschaft der Bundesrepublik Jugoslawien (1992–2003), mit einem 6. Platz der bis dahin größte Erfolg der Vereinsgeschichte. Seit der Saison 2015/16 ist Zoran Mirković Cheftrainer, ebenfalls ehemaliger Nationalspieler der Bundesrepublik Jugoslawien bzw. von Serbien und Montenegro (2003–2006), der zuvor unter Petrić als Co-Trainer beim FK Sinđelić tätig war.
Der Verein trägt seine Heimspiele im 3.000 Zuschauern Platz bietenden Stadion FK Sinđelić aus, das traditionell Barutana genannt wird, jedoch renovierungsbedürftig ist, um so wirklich allen Qualitäts- und Sicherheitsstandards für nationale Fußballveranstaltungen der höchsten Spielklasse gerecht zu werden. Daneben ist Sinđelić im Besitz eines Hilfsplatzes, der mit Kunstrasen belegt ist.